# 권룡성
권룡성(勸龍晟, 798년 ~ 816년)은 809년부터 사망한 816년까지 제9대 남조국의 국왕이다. 전대 심합권의 아들이다.